# 張臬
張臬（15世紀—16世紀），字正野，號百川，江西南昌府進賢縣人，明朝政治人物。

## 生平
張臬是嘉靖四年（1525年）乙酉科江西鄉試的第十六名舉人，次年（1526年）聯捷丙戌科進士，獲授刑部主事、郎中，嘉靖十年七月和户部员外郎張元孝到福建主持鄉試，外任山東按察司副使，到十七年（1538年）陞為本省布政使司右參政，进左參政。
嘉靖三十一年（1552年）十一月，張臬由陕西左布政使擢任四川巡撫，兩年後（1554年）入朝為南京兵部右侍郎，不久改為為南京兵部右侍郎；平定流寇後在四十年（1561年）轉任南京大理寺卿，隨即外任兩廣總督，討伐流寇張璉有功，恩蔭一子入國子監，但被流言中傷而被迫在四十二年（1563年）致仕，死後入祀鄉賢祠。

## 引用
1. 1 2  康熙《進賢縣志·卷十四·人物志一》：張臬，字正野，號百川，嘉靖丙戌進士，性高朗有為，初任刑部主事，奉命典試福建，尋擢山東參政。歷四川巡撫、南京兵部右侍郎，值寇變，悉蕩平之；陞兩廣總督，討賊張璉計殲之，海濱安堵凱旋歸，中忌者之口，上嘉乃績再膺錄蔭。臬以儒臣握武，輒有奇勛，益亦世所難者，而賞不配其功云，祀鄉賢祠。
2. ↑  康熙《進賢縣志·卷十一·選舉志一》：嘉靖五年丙戌龔用卿榜 張臬 字正野，號百川，東隅人，乙酉聯第，歷右都御史兼兵部右侍郎，摠督兩廣，祀鄉賢，事見人物。
3. ↑  《明世宗肅皇帝實錄·卷一百二十七》：（嘉靖十年閏六月丙申）……刑部郎中張臬、戶部員外郎張元孝於福建……各主考鄉試。
4. ↑  《明世宗肅皇帝實錄·卷二百十二》：（嘉靖十七年五月）庚辰陞河南布政使司參議李宗樞為本省按察司副使，河南按察司僉事孔天胤為陜西布政使司右參議，山東按察司副使張臬為本布政使司右參政。
5. ↑  《明世宗肅皇帝實錄·卷三百九十一》：（嘉靖三十一年十一月）庚寅陞陜西左布政使張臬為都察院右副都御史，巡撫四川。
6. ↑  《明世宗肅皇帝實錄·卷四百十六》：（嘉靖三十三年十一月）戊午陞刑部右侍郎陳儒為本部左侍郎，改南京兵部右侍郎蔡雲程為刑部右侍郎，陞四川廵撫右副都御史張臬為南京刑部右侍郎。
7. ↑  《明世宗肅皇帝實錄·卷四百二十六》：（嘉靖三十四年九月）乙巳陞刑部左侍郎張鍪為南京兵部尚書，參贊機務，改南京刑部右侍郎張臬為南京兵部右侍郎。
8. ↑  《明世宗肅皇帝實錄·卷四百九十七》：（嘉靖四十年閏五月丁未）原任南京兵部右侍郎張臬為南京大理寺卿。
9. ↑  《明世宗肅皇帝實錄·卷四百九十七》：（嘉靖四十年閏五月）甲寅陞南京大理寺卿張臬為兵部右侍郎兼都察院右僉都御史，提督兩廣軍務……
10. ↑  《明世宗肅皇帝實錄·卷五百十四》：（嘉靖四十一年十月丁巳）論平廣賊張璉功，陞提督兩廣侍郎張臬右都御史，廕一子國子生……
11. ↑  《明世宗肅皇帝實錄·卷五百二十五》：（嘉靖四十二年九月）乙巳令總督閩廣都御史張臬致仕……